# Estatuto da pessoa idosa

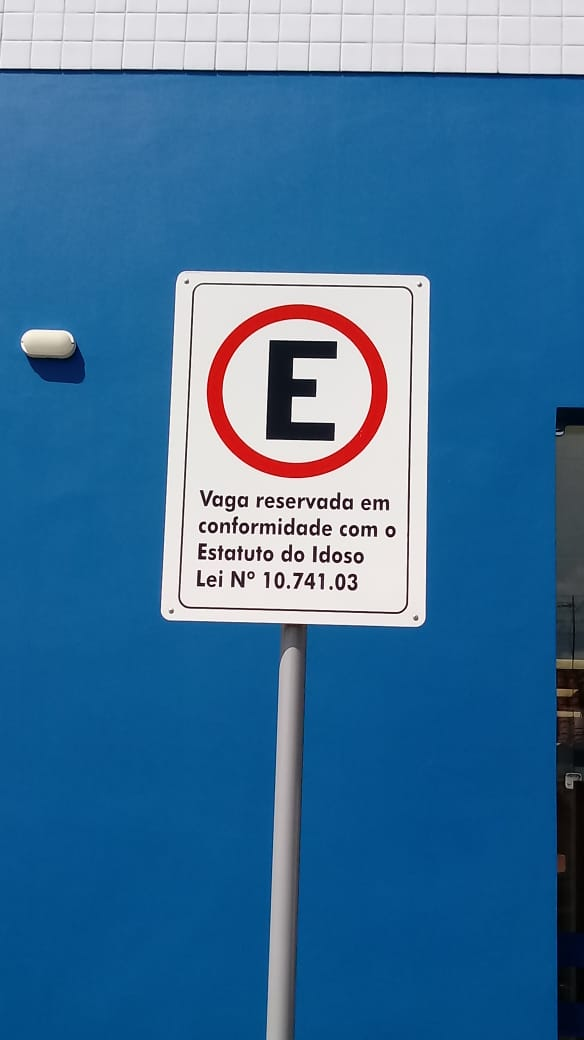
Placa de estacionamento nos conformes da lei do Estatuto da Pessoa Idosa numa agência da Caixa Econômica Federal.

No Brasil, o Estatuto da Pessoa Idosa (Lei nº 10.741, de 1 de Outubro de 2003), anteriormente Estatuto do Idoso, é uma lei destinada a regular os direitos assegurados às pessoas com idade igual ou superior a 60 (sessenta) anos.
Estabelece que a pessoa idosa goza de todos os direitos fundamentais inerentes à pessoa humana, sem prejuízo da proteção integral, assegurando-se-lhe, por lei ou por outros meios, todas as oportunidades e facilidades, para preservação de sua saúde física e mental e seu aperfeiçoamento moral, intelectual, espiritual e social, em condições de liberdade e dignidade.
Prevê ainda que é obrigação da família, da comunidade, da sociedade e do poder público assegurar à pessoa idosa, com absoluta prioridade, a efetivação do direito à vida, à saúde, à alimentação, à educação, à cultura, ao esporte, ao lazer, ao trabalho, à cidadania, à liberdade, à dignidade, ao respeito e à convivência familiar e comunitária.
O Estatuto, resultado do Projeto de lei nº 3.561 de 1997, de autoria do então deputado federal Paulo Paim (PT-RS), foi fruto da organização e mobilização dos aposentados, pensionistas e idosos vinculados à Confederação Brasileira dos Aposentados e Pensionistas (COBAP), e resultado de uma grande conquista para a população idosa e para a sociedade.
Após seis anos tramitando no Congresso, o Estatuto do Idoso foi aprovado em setembro de 2003 e sancionado pelo presidente Lula no mês seguinte, ampliando os direitos dos cidadãos com idade acima de 60 anos. Mais abrangente que a Política Nacional do Idoso, lei de 1994 que dava garantias à terceira idade, o estatuto institui penas severas para quem desrespeitar ou abandonar cidadãos da terceira idade.

## Lei nº 13.466 de 2017

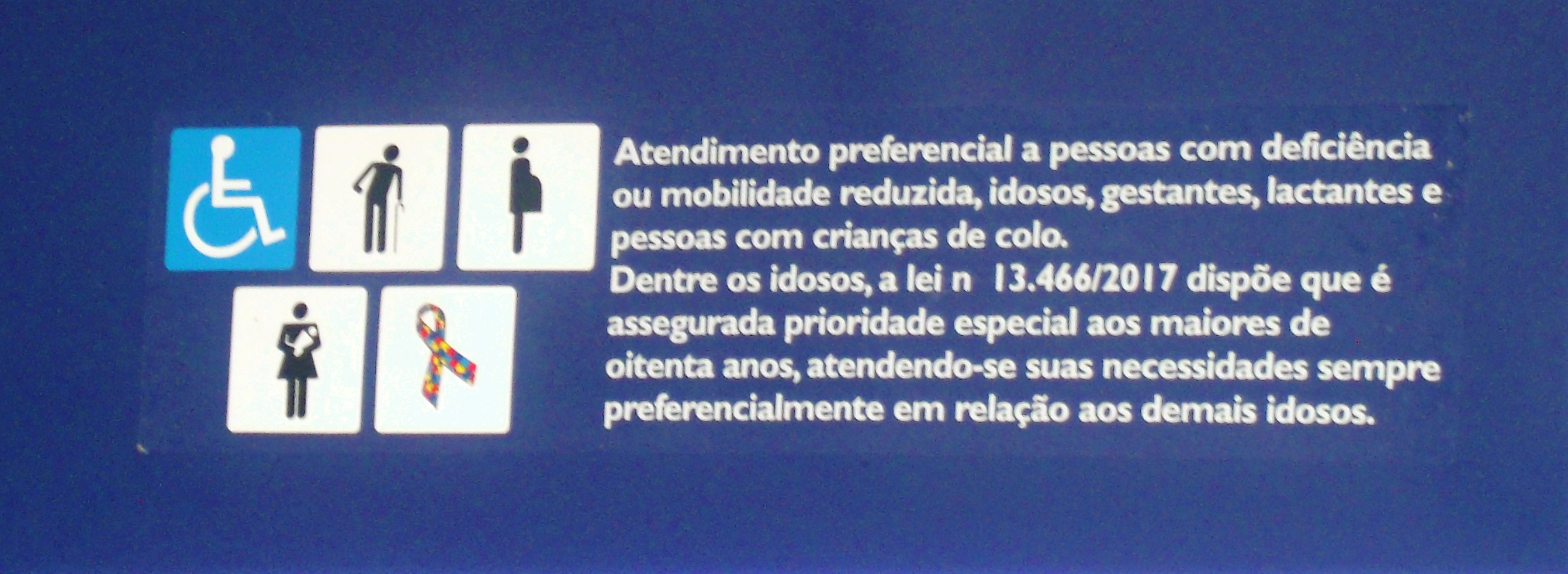
Cartaz informa sobre a prioridade de atendimento garantida pela Lei nº 13.466 às pessoas idosas, numa agência bancária.

Em 2017, o Congresso Nacional editou a Lei nº 13.466, que define que, dentre as pessoas idosas, é assegurada prioridade especial às maiores de oitenta anos, atendendo-se suas necessidades sempre preferencialmente em relação aos demais idosos. A partir da vigência dessa lei, por exemplo, as pessoas com mais de 60 anos contam com prioridade na tramitação dos processos e procedimentos e na execução dos atos e diligências judiciais, enquanto as com mais de 80 anos contam com superprioridade.

## Lei nº 14.423 de 2022
Em 2022, o Congresso Nacional editou a Lei nº 14.423 de 2022 para substituir, em toda a legislação nacional, as expressões “idoso” e “idosos” pelas expressões “pessoa idosa” e “pessoas idosas”, respectivamente. A partir de então, o então Estatuto do Idoso passou a se chamar Estatuto da Pessoa Idosa.
A nova lei teve origem no Projeto de Lei do Senado (PLS) 72/2018, também do senador Paulo Paim (PT-RS), que a justificou em razão não somente do respeito ao maior peso demográfico das mulheres, mas também pela necessidade de maior atenção estatal para a potencial dupla vulnerabilidade associada ao envelhecimento feminino.